# Bill Nighy

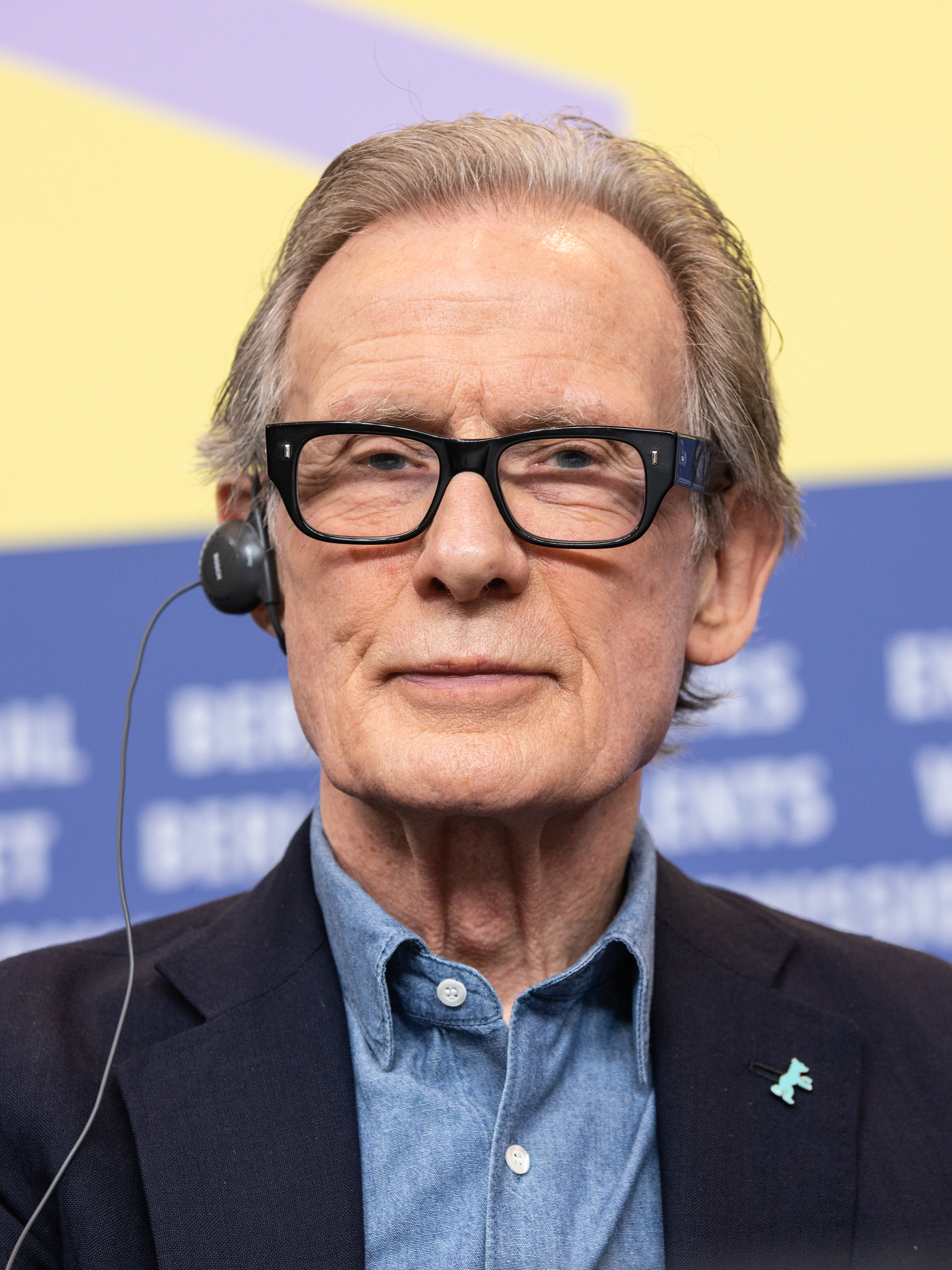
Bill Nighy auf der Berlinale 2020

William Francis „Bill“ Nighy [naɪ] (* 12. Dezember 1949 in Caterham, Surrey) ist ein britischer Schauspieler. Er wurde unter anderem mit einem Golden Globe und einem BAFTA Award ausgezeichnet.

## Leben und Karriere
Nighy wollte nach seinem Schulabschluss ursprünglich Journalist werden, konnte aber nicht die nötigen Qualifikationen vorweisen. Stattdessen verdingte er sich zunächst als Briefzusteller. Nach einem Frankreichaufenthalt begann er eine Ausbildung an der Guildford School of Dance and Drama und arbeitete zunächst am Theater (unter anderem dem Royal National Theatre). Er gilt seit Jahren als einer der großen Bühnendarsteller der britischen Inseln. Der 1,88 m große Schauspieler ist aufgrund seiner dunklen wohlmodulierten Stimme ein beliebter Sprecher von Hörspielen; so spielte er etwa den Sam Gamgee in der BBC-Radioproduktion von Der Herr der Ringe.
Nighy startete seine Karriere am Theater als Regieassistent am Watermill Theatre in Newbury, wo er 1969 sein Bühnendebüt in Neil Simons Stück Plaza Suite feierte.
1993 spielte er in der Uraufführung von Tom Stoppards Stück Arcadia am Lyttelton Theatre, RNT unter der Regie von Trevor Nunn die Rolle des Tom Nightinggale. 1996/97 spielte er am Londoner Vaudeville Theater neben Stella Gonet die Rolle des Tom Sergeant in David Hares Stück Skylight. Es war Nighys erste Hauptrolle auf der Bühne, Regie führte Richard Eyre. 2015 gab es eine Neuinszenierung des Stücks am Wyndham’s Theatre. Nighy spielte nach 20 Jahren wieder den Tom Sergeant, Carey Mulligan die weibliche Hauptrolle und Stephen Daldry führte Regie. Im Rahmen der National Theatre Live-Serie wurde das Stück live in eine Reihe von englischen Kinos übertragen. Anschließend ging es in der gleichen Besetzung an den Broadway (John Golden Theatre). Die Inszenierung wurde mit einem Tony als Best Revival of a Play und mit sechs weiteren Tony-Nominierungen ausgezeichnet, darunter Bill Nighy als bester männlicher Schauspieler.
Seine Karriere als Filmschauspieler begann 1981 mit einer Nebenrolle in der Verfilmung von Ken Folletts Die Nadel, doch sein internationaler Durchbruch kam erst im Alter von Mitte Fünfzig mit der Darstellung des alternden Rockstars Billy Mack in Tatsächlich… Liebe. Am 27. Dezember 2003 erreichte sein im Film vorgetragener Titel Christmas Is All Around (eine Coverversion von Love Is All Around) Platz 26 in den britischen Single-Charts. In Großbritannien war er zu dieser Zeit bereits ein gut gebuchter Schauspieler, aber erst jetzt wurde auch Hollywood auf ihn aufmerksam.
Er verkörperte daraufhin unter anderem den Welten-Designer Slartibartfaß in Per Anhalter durch die Galaxis. Zudem spielte er im zweiten und dritten Teil von Fluch der Karibik den bösartigen Piraten Davy Jones und in Underworld, Underworld: Evolution und Underworld – Aufstand der Lykaner den Vampirfürsten Viktor sowie in Shaun of the Dead den Stiefvater Philip der Hauptperson Shaun und in Hot Fuzz einen Londoner Chief Inspector. 2009 war er als Chef einer chaotischen Piraten-Radiosender-Crew in Radio Rock Revolution zu sehen.
2010 spielte er den Rufus Scrimgeour in Harry Potter und die Heiligtümer des Todes: Teil 1.
Im Jahr 2023 wurde er für seine Hauptrolle in dem Filmdrama Living – Einmal wirklich leben (2022) für den Oscar nominiert.
Bill Nighy hat eine Tochter mit der Schauspielerin Diana Quick, die er 1981 kennenlernte und von der er sich 2008 trennte. Ihre Tochter Mary Nighy (* 1984) ist ebenfalls Schauspielerin.

## Sonstiges
Durch die Bindegewebserkrankung Morbus Dupuytren kann Bill Nighy die kleinen und die Ringfinger beider Hände nicht mehr benutzen.

## Deutsche Synchronstimmen
Bill Nighy wird in der Regel von Frank Glaubrecht synchronisiert, der ihm zum ersten Mal in dem Film Death Watch – Der gekaufte Tod (1980), in dem Nighy eine winzige Nebenrolle hatte, die Stimme geliehen hat. Weitere Synchronsprecher sind Hans-Jürgen Dittberner, Elmar Wepper, Norbert Gescher, Frank-Otto Schenk, Bodo Wolf u. a.

## Filmografie (Auswahl)

### Kino
- 1981: Die Nadel (Eye of the Needle)
- 1983: Der Fluch des rosaroten Panthers (Curse of the Pink Panther)
- 1984: Die Libelle (The Little Drummer Girl)
- 1989: Das Phantom der Oper (Gaston Leroux’s The Phantom of the Opera)
- 1989: Mack the Knife
- 1994: Wer hat meine Familie geklaut?
- 1996: True Blue
- 1998: Still Crazy
- 1999: Guest House Paradiso
- 2001: Über kurz oder lang (Blow Dry)
- 2001: Lucky Break – Rein oder raus (Lucky Break)
- 2002: I Capture the Castle
- 2002: Das Herz kennt kein Gesetz (Lawless Heart)
- 2003: Tatsächlich… Liebe (Love Actually)
- 2003: Underworld
- 2004: Shaun of the Dead
- 2005: Per Anhalter durch die Galaxis (Hitchhiker’s Guide to the Galaxy)
- 2005: Underworld: Evolution
- 2005: G8 auf Wolke Sieben (The Girl in the Café)
- 2005: Der ewige Gärtner (The Constant Gardener)
- 2006: Pirates of the Caribbean – Fluch der Karibik 2 (Pirates of the Caribbean: Dead Man’s Chest)
- 2006: Flutsch und weg (Flushed Away)
- 2006: Tagebuch eines Skandals (Notes on a Scandal)
- 2006: Stormbreaker (Stormbreaker)
- 2007: Pirates of the Caribbean – Am Ende der Welt (Pirates of the Caribbean: At World’s End)
- 2007: Hot Fuzz – Zwei abgewichste Profis (Hot Fuzz)
- 2008: Operation Walküre – Das Stauffenberg-Attentat (Valkyrie)
- 2009: Underworld – Aufstand der Lykaner (Underworld: Rise of the Lycans)
- 2009: Radio Rock Revolution
- 2009: G-Force – Agenten mit Biss (G-Force, Stimme)
- 2010: Wild Target – Sein schärfstes Ziel (Wild Target)
- 2010: Harry Potter und die Heiligtümer des Todes – Teil 1 (Harry Potter and the Deathly Hallows: Part 1)
- 2011: Rango (Stimme)
- 2011: Powder Girl (Chalet Girl)
- 2012: Best Exotic Marigold Hotel
- 2012: Zorn der Titanen (Wrath of the Titans)
- 2012: Total Recall
- 2013: Jack and the Giants (Jack the Giant Slayer, Stimme)
- 2013: Alles eine Frage der Zeit (About Time)
- 2014: I, Frankenstein
- 2014: Pride
- 2015: Best Exotic Marigold Hotel 2 (The Second Best Exotic Marigold Hotel)
- 2016: Ihre beste Stunde – Drehbuch einer Heldin (Their Finest)
- 2016: Norm – König der Arktis (Norm of the North, Sprechrolle)
- 2016: The Limehouse Golem
- 2017: Der Buchladen der Florence Green (The Bookshop)
- 2019: The Kindness of Strangers
- 2019: Pokémon: Meisterdetektiv Pikachu (Pokémon: Detective Pikachu)
- 2019: Wer wir sind und wer wir waren (Hope Gap)
- 2020: Emma
- 2020: Minamata
- 2022: Living – Einmal wirklich leben (Living)
- 2024: Role Play
- 2024: The Beautiful Game
- 2024: Das erste Omen (The First Omen)
- 2024: Der wilde Roboter (The Wild Robot, Stimme Longneck)
- 2024: Joy

### Fernsehen (Auswahl)
- 1979: Agony (Fernsehserie)
- 1980: Der kleine Lord (Little Lord Fauntleroy, Fernsehfilm)
- 1982: Play for Tomorrow (Fernsehserie, Episode Easter 2016)
- 1983: Reilly: The Ace of Spies (Fernsehserie)
- 1985: Mord à la Carte (Agatha Christie’s Thirteen at dinner)
- 1985: Wettlauf zum Pol (The last Place on Earth, Fernsehserie) als Cecil Meares
- 1991: Jim Bergerac ermittelt (Bergerac, Fernsehserie, 1 Episode)
- 1993: The Maitlands
- 1993: Unnatural Causes (Fernsehfilm)
- 2002: Inspector Lynley (The Inspector Lynley Mysteries, Fernsehserie, 1 Episode)
- 2003: The Young Visiters (Fernsehfilm)
- 2003: Ready When You Are Mr. McGill (Fernsehfilm)
- 2003: Mord auf Seite eins (State of Play)
- 2006: Gideon’s Daughter (Fernsehfilm)
- 2010: Doctor Who (Fernsehserie, Vincent and the Doctor)
- 2011: Die Verschwörung – Verrat auf höchster Ebene (Page Eight, Fernsehfilm)
- 2014: Die Verschwörung – Tödliche Geschäfte (Turks & Caicos, Fernsehfilm)
- 2014: Die Verschwörung – Gnadenlose Jagd (Salting the Battlefield, Fernsehfilm)
- 2017: Red Nose Day Actually (Kurzfilm)
- 2018: Agatha Christie – Tödlicher Irrtum (Fernsehserie, 3 Episoden)
- 2020: Castlevania (Fernsehserie, 10 Episoden, Stimme)
- 2022: The Man Who Fell to Earth
- 2024: Ein klitzekleines Weihnachtswunder (That Christmas, Stimme)

## Auszeichnungen (Auswahl)
Bill Nighy hat während seiner Karriere außer einem Golden Globe 14 weitere Filmpreise gewonnen und außerdem 29 Nominierungen erhalten.
- 1999: Peter Sellers Award for Comedy – für Still Crazy
- 2001: Nominierung für den Olivier Award als bester Schauspieler in Joe Penhalls Stück Blue/Orange
- 2004: British Academy Film Award – Bester Nebendarsteller in Tatsächlich… Liebe
- 2004: British Academy Television Award – Bester Hauptdarsteller in Mord auf Seite eins
- 2004: Los Angeles Film Critics Association – Bester Nebendarsteller in I capture the castle
- 2004: Peter Sellers Award for Comedy für Tatsächlich… Liebe
- 2007: Golden Globe – Bester Hauptdarsteller – Miniserie oder Fernsehfilm in Gideon’s Daughter
- 2007: Teen Choice Award – Bester Bösewicht für Fluch der Karibik
- 2015 setzte ihn das Magazin Vanity Fair auf Platz 6 der Liste 2015 International Best-Dressed List – Best dressed men.[7]
- 2023: Nominierung für den Oscar als bester Hauptdarsteller in Living – Einmal wirklich leben
- 2023: Nominierung für den Golden Globe als bester Hauptdarsteller – Drama in Living – Einmal wirklich leben